# 塞纳河畔穆索
塞纳河畔穆索（法語：Mousseaux-sur-Seine，法語發音：[muso syʁ sɛn]）是法国伊夫林省的一个市镇，属于芒特拉若利区。

## 地理
塞纳河畔穆索（49°2'34"N, 1°38'47"E）面积7.2 平方千米，位于法国法蘭西島大區伊夫林省，该省份为法国北部内陆省份，北起瓦兹河谷省，西接厄尔省，西南接厄尔-卢瓦省，东南接埃松省，东临上塞纳省。
与塞纳河畔穆索接壤的市镇（或旧市镇、城区）包括：弗勒讷斯、梅里库尔、穆瓦松、圣马丹拉加雷讷。
塞纳河畔穆索的时区为UTC+01:00、UTC+02:00（夏令时）。

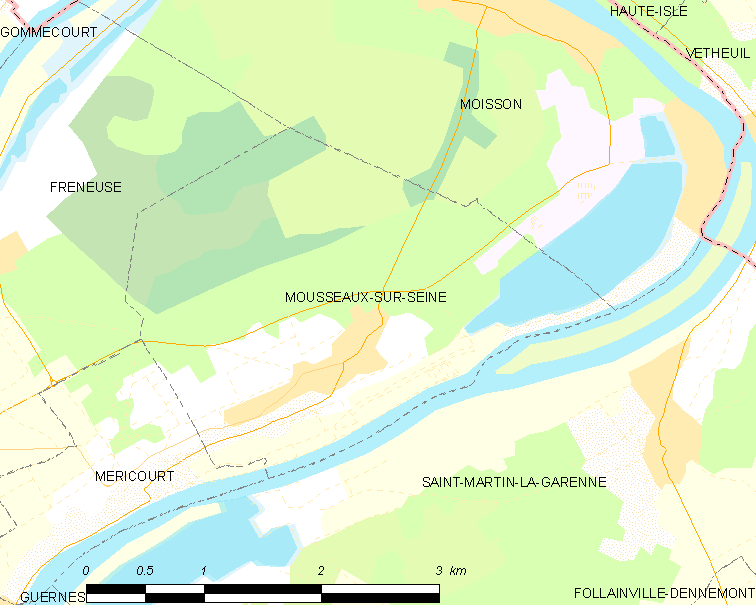
塞纳河畔穆索的OSM定位图

## 行政
塞纳河畔穆索的邮政编码为78270，INSEE市镇编码为78437。

## 政治
塞纳河畔穆索所属的省级选区为塞纳河畔博尼耶尔县。

## 人口

1962-2008年间塞纳河畔穆索人口变化图示

塞纳河畔穆索于2022年1月1日时的人口数量为680人。